# حول البيانو
حول البيانو هي لوحة زيتية للرسام الفرنسي هنري فانتين لاتور رسمها في عام 1885 وهي الأن ضمن مقتنيات متحف أورسي.